# Palais de la Banque d'Italie (Milan)
Pour les articles homonymes, voir Palais de la Banque d'Italie (homonymie).
Le palais de la Banque d'Italie (en italien : Palazzo della Banca d'Italia) est un bâtiment historique de la ville de Milan en Italie.

## Histoire
Le bâtiment, conçu par les architectes italiens Luigi Broggi et Cesare Nava pour abriter le siège milanais de la Banque d'Italie, est érigé entre 1907 et 1912.

## Description
Le palais se situe dans la via Cordusio dans le centre-ville de Milan.
Le palais présente un style éclectique et moumental. Il se caractérise par son accès principal, positionné entre deux couples de colonnes d'ordre ionique et sormonté par quatre cariatides inspirées de celles de l'Érechthéion de l'acropole d'Athènes. Les vitraux du Hall du Palazzo della Banca d'Italia ont été réalisés en 1913 par le peintre Carlo Bazzi.

## Galerie d'images

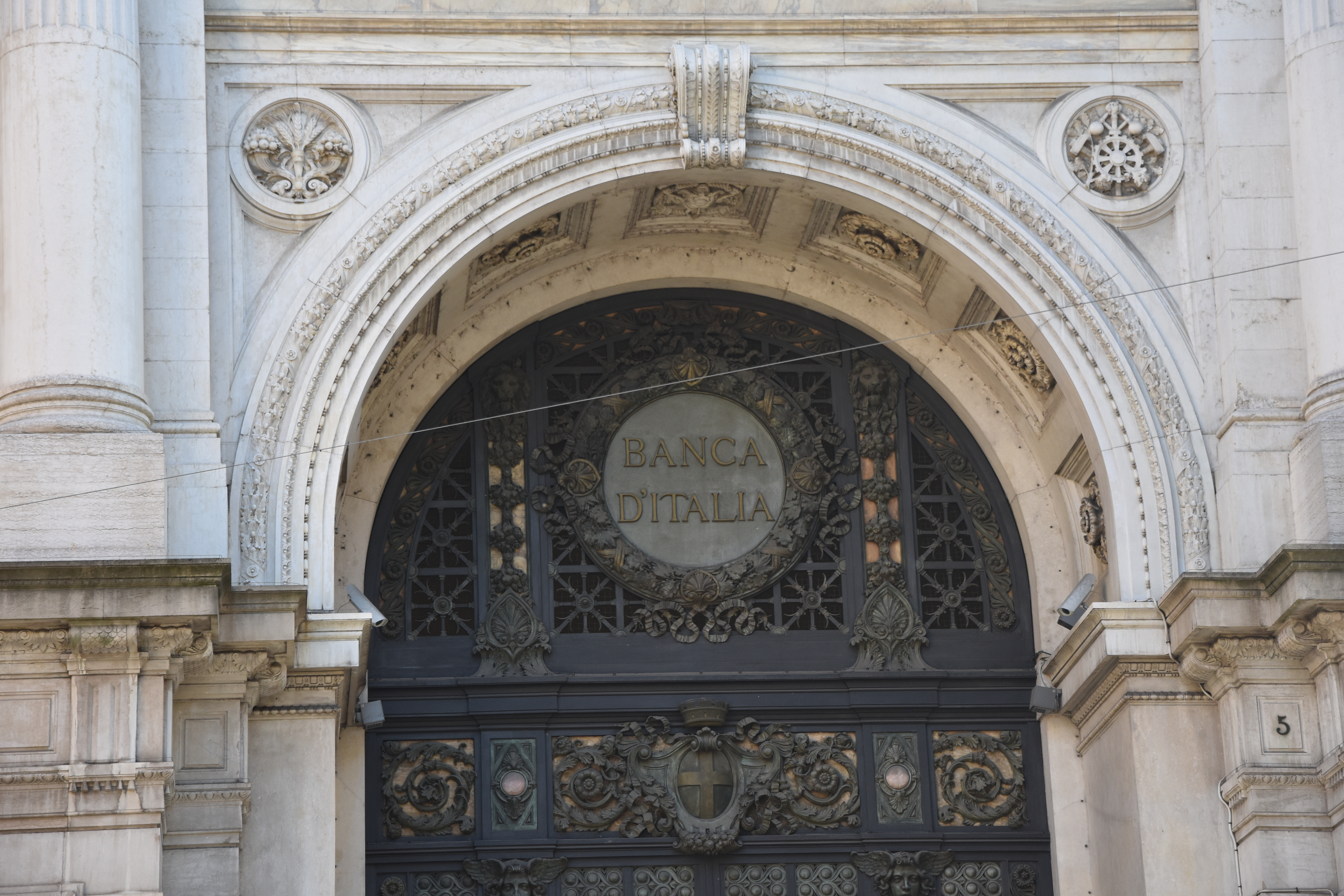
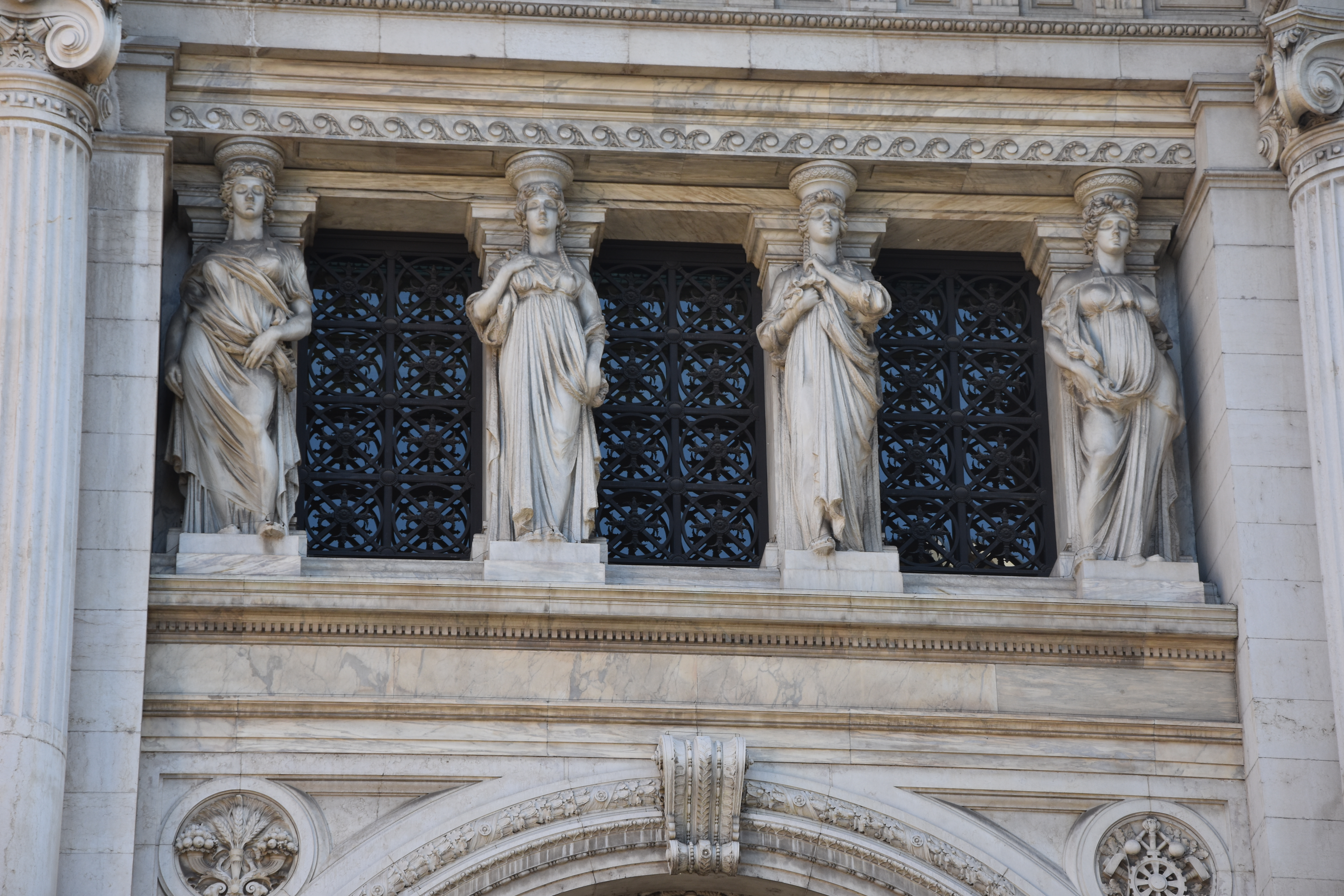
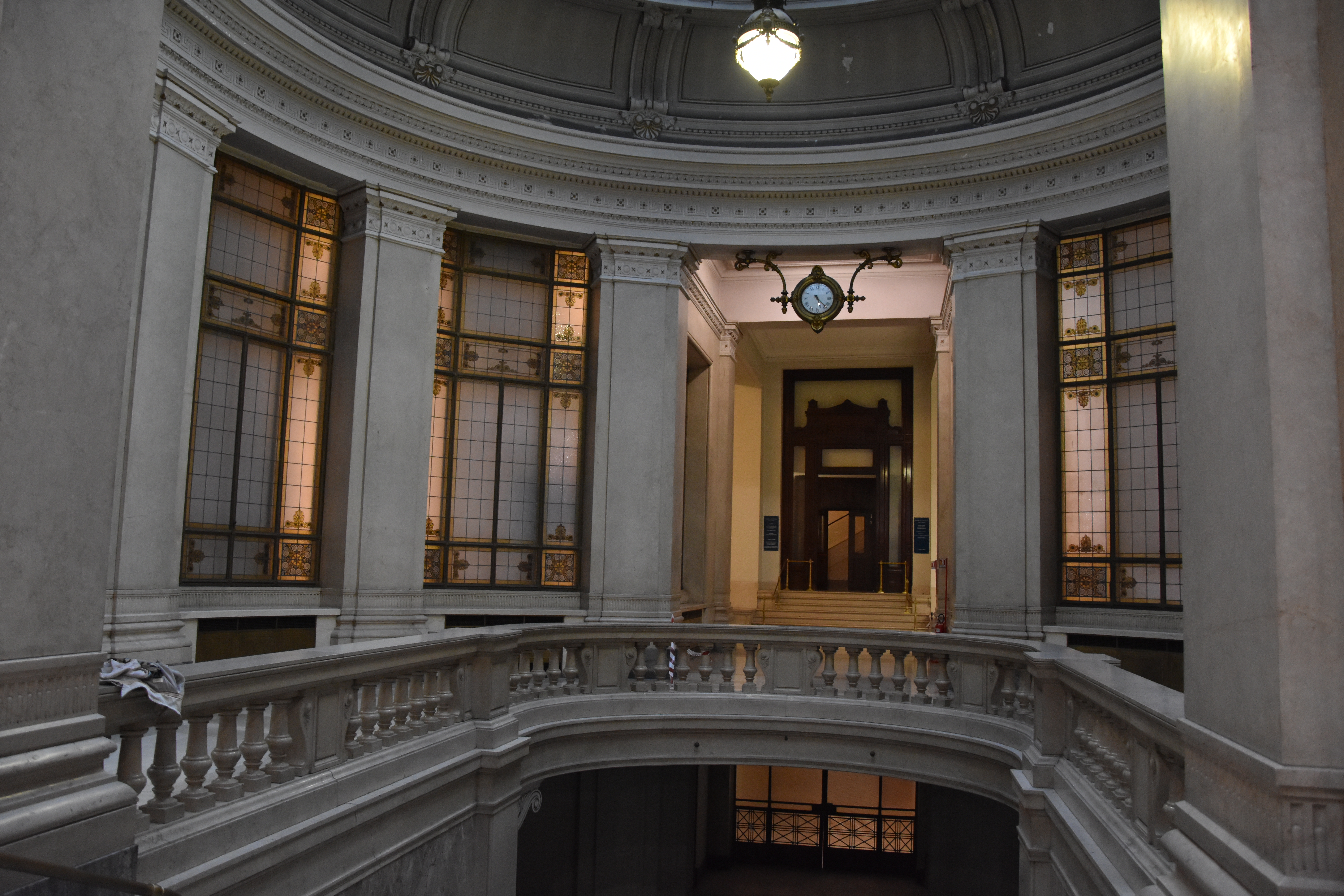